# 黎安德
黎安德（1907年12月9日—2008年2月13日），瑪利諾外方傳教會修女兼兒科醫師，在臺灣彰化縣奉獻半世紀，為第三屆醫療奉獻獎得主。

## 生平
第三屆醫療奉獻獎得主黎安德（Antonia Maria）於1907年12月9日生於美國麻薩諸塞州，天生兔唇。中學時，她進入天主教修會發願成為修女，在1934年時取得威斯康辛大學醫學博士學位，1941年進入中國廣西桂林、雲南、貴州等地為病患服務。
中國對日抗戰期間，153公分的黎安德，時常扛著一口裝滿藥品的黑色大木箱，穿梭在廣西、雲南，幫助飽受戰火威脅的中國人民，免於再承受疾病的折磨。黎安德回憶，當年大夥兒整天忙著躲炸彈，孕婦常只有在防空洞裡分娩，利用洞裡瓦片割斷臍帶，許多新生兒因此感染破傷風。鑽研小兒醫學的她十分不忍，於是帶著酒精、紗布和剪刀，教育婦女利用這些簡易工具分娩，降低了當地新生兒感染破傷風的比率。中華人民共和國建國後，她還經常由桂林往返雲南、越南等地，以由爪哇進口的抗瘧疾用藥，救治許多民眾性命。直至1953年才在教會安排下，由香港到臺灣，至彰化縣服務。
1950年初，鄉下人就醫困難重重，許多人因此忍病不醫，或在轉送大城市就醫的路途中離世，因此黎安德在員林鎮開設一間小診所，並每週兩趟往返台中、南投和彰化縣郊區作巡迴義診。為改善當地衛生，她教導農民先將糞便存放三個月後再施肥，如此蟯蟲即無法生存，並提供砂眼和寄生蟲用藥治療與檢查。1957年，台灣爆發小兒麻痺，她取得國際婦女會支援，贊助5000份小兒麻痺疫苗。
黎安德行醫半世紀以來來最難忘的經驗，是八七水災一早，湧進住處的雨水已深及胸部，她本猜想診療所應該沒有病患，一方面卻又放心不下，忍不住奔往診療所探望，沒想到診所前面竟排滿了三、四十人，忍著滂沱大雨和深及膝蓋的雨水，等候她來看診。病患還惟恐黎安德的個兒小，拿出準備好的小板凳，方便她涉水而過，免遭滅頂的危險。此情此景，令黎安德終生難忘。
1962年，黎安德在彰化市大埔路設立瑪莉諾聖母診所，掛號費只收一塊錢，診療費和藥品費隨意，拿不出來即免費。她格外重視小兒先天性心臟病、小兒麻痺及智障兒童的醫療。外科病患她轉介給彰化基督教醫院的魏克思、罹患小兒麻痺或腦神經的患者則轉介給蘭大弼。許多彰基醫師都曾到聖母診所當義工。她在診所看病之外，也進入山地部落，發現貧病原住民即安排社工人員協助住進彰基。
在彰化服務將近半世紀，黎安德嘴角的大塊贅肉已達到顏面傷殘地步，成為其特殊標記，可是她不以為意。1989年瑪利諾聖母診療所歇業後，八旬的黎安德將該地方提供給耶穌聖心修女會做為社區文教中心傳播福音之用，而她自己搬到台中的瑪利諾修女院。一次，黎安德和彰基護理部主任籃瑪烈等人談起加護病房的患者和家屬在靈性上更需要有人關心，於是黎安德開始每週二、五從台中來彰化兩次，探視病人、安慰家屬。
1993年10月20日，黎安德、玉吉芳等人獲選好人好事代表，自台北火車站遊行台北市區，到總統府獲總統李登輝接見。1998年5月6日，靜宜大學頒贈榮譽博士學位給黎安德。11月3日，臺灣省政府八十七年度社會公益團體與個人的表揚大會，由省長宋楚瑜親自頒獎給黎安德。
2000年1月19日，九旬的黎安德大腿骨折住進中國醫藥學院附設醫院。2月1日，手術順利。3日，修女會發表聲明會將把黎修女送回美國紐約的Ossining瑪利諾會安養中心照顧。修會要送她返美消息傳出，受過她照顧的人士紛來探視，電視記者更是群集病房外，要求採訪。2002年，九十五歲時的她才回美國養老。
黎安德的家族長壽，如1998年時她九十四歲的姊姊、各為九十歲和八十餘歲的兩個弟弟都還健在。2008年2月13日，黎安德去世。

## 身後
彰化縣作家李淑貞將自己三代家族的故事寫成台語小說《天公影》，並寫進蘭大弼、黎安德醫生一生奉獻彰化的故事。